# La nuova Babilonia
La nuova Babilonia è un film sovietico del 1929, diretto da Grigorij Michajlovič Kozincev e Leonid Zacharovič Trauberg. Dmitrij Šostakovič ha composto la musica per l’accompagnamento di questo film.

## Trama
L’azione si svolge a Parigi negli anni 1870-1871. In una città in cui si alternano scene della proverbiale “bella vita”, per le classi privilegiate, e scene più meste per i meno abbienti, si diffonde la notizia della sconfitta francese nella guerra franco-prussiana, mentre i prussiani intraprendono l’assedio di Parigi.
Jean è un soldato, che non sa scegliere se affiliarsi alla Guardia nazionale francese, che difende le rivendicazioni del popolo minuto parigino, o alle truppe governative, riunite a Versailles, che stanno trattando la resa col nemico vittorioso. Egli, quand’era in condizione di estremo bisogno, è stato molto aiutato da Louise, commessa dei grandi magazzini “Nouvelle Babylone”; tuttavia, anche in seguito alla promessa che gli viene fatta di un pronto congedo, si unisce, a malincuore, all’esercito lealista di Versailles.
Viene costituita la Comune di Parigi: i lavoratori parigini hanno un loro breve momento di sollievo, rendendosi conto che ora stanno lavorando per sé stessi, secondo i dettami della Comune, senza essere sfruttati, come in precedenza, dalle classi dominanti. Ma le truppe governative attaccano violentemente i comunardi, sotto gli sguardi compiaciuti, da Versailles, di alcuni elementi dell’alta borghesia parigina, fra i quali quelli del proprietario dei “Nouvelle Babylone”. Nonostante la strenua difesa sulle barricate che i comunardi oppongono all’attacco, essi vengono vinti.
Dopo il massacro, Jean si aggira nella città alla ricerca di Louise, che è stata fatta prigioniera. La vede in occasione di uno dei processi sommari che vengono intentati nei confronti dei comunardi, mentre egli è adibito a scavare le fosse dei numerosi condannati a morte, fra i quali c’è Louise. Quando Louise si accorge della presenza di Jean, scoppia in una risata sarcastica, e disperata.